# ジェイムズ・ウェッブ宇宙望遠鏡
- ジェイムズ・ウェッブ宇宙望遠鏡
- ジェームズ・ウェッブ宇宙望遠鏡

ジェイムズ・ウェッブ宇宙望遠鏡（ジェイムズ・ウェッブうちゅうぼうえんきょう、英語: James Webb Space Telescope、JWST）は、アメリカ航空宇宙局（NASA）が中心となって開発を行っている赤外線観測用宇宙望遠鏡である。ハッブル宇宙望遠鏡の後継機であるが、計画は度々延期され、2021年12月25日に打ち上げられた。
JWSTの名称は、NASAの第2代長官ジェイムズ・E・ウェッブにちなんで命名された。ウェッブは1961年から1968年にかけてNASAの長官を務め、のちのアポロ計画の基礎を築くなど、アメリカの宇宙開発を主導した。かつては「次世代宇宙望遠鏡」（NGST / Next Generation Space Telescope）と呼ばれていたが、2002年に改名された。

## 概要
JWSTの主な任務は、宇宙誕生ビッグバンの約2億年後以降に輝き始めたとされるファーストスター（種族III）を初観測することである。ファーストスターからの光は赤方偏移により波長が引き延ばされ赤外線に変化すると考えられており、赤外線域で捜索・観測することによって、ファーストスターを発見することが期待されている。そのほか、搭載する高解像度の赤外線画像センサーと分光器による系外惑星の観測についても、新たな知見が得られるのではないかと期待されている。
JWSTの運用は、ESAとNASAが共同で行う計画である。打ち上げ後JWSTは、太陽 - 地球系のラグランジュ点の1つ（L2）に置かれることになっている。JWSTは、ハッブル宇宙望遠鏡（以下「HST」と記す）のように地球の周回軌道を飛行するのではなく、地球から見て太陽とは反対側150万キロメートルの位置の空間に漂わせるように飛行する。その距離は月の公転軌道より約4倍外側である。
より正確に言えば実際にL2地点に到達するのではなく、L2の周囲に存在するハロー軌道に投入される。発射から29日後にMid Course Correction (MCC)と呼ばれるロケット燃焼によって最終的な軌道に乗る予定で、MCC2の燃焼終了時点が「L2に到達した」タイミングとなる。HSTは地表から約600キロメートルという比較的低い軌道上を飛行しているため光学機器にトラブルが発生してもスペースシャトルで現地へ行って修理することが可能であったが、これに対しJWSTは地球から150万キロメートルもの遠距離に置かれるため、万が一トラブルが発生してもHSTのように修理人員を派遣することは事実上不可能とみられている。

## 構造

### 望遠鏡
JWSTの質量は6.2 tとして計画されており、HST（約11 t）の約半分である。一方、ベリリウムを主体とした反射鏡主鏡の口径は約6.5 mに達する。これはHST（口径2.4 m）の2.5倍で、面積は7倍以上にもなる。この点から、HSTをしのぐ非常に高い観測性能が期待されている。望遠鏡の大型化の一方で、鏡の重量は軽量化されている。

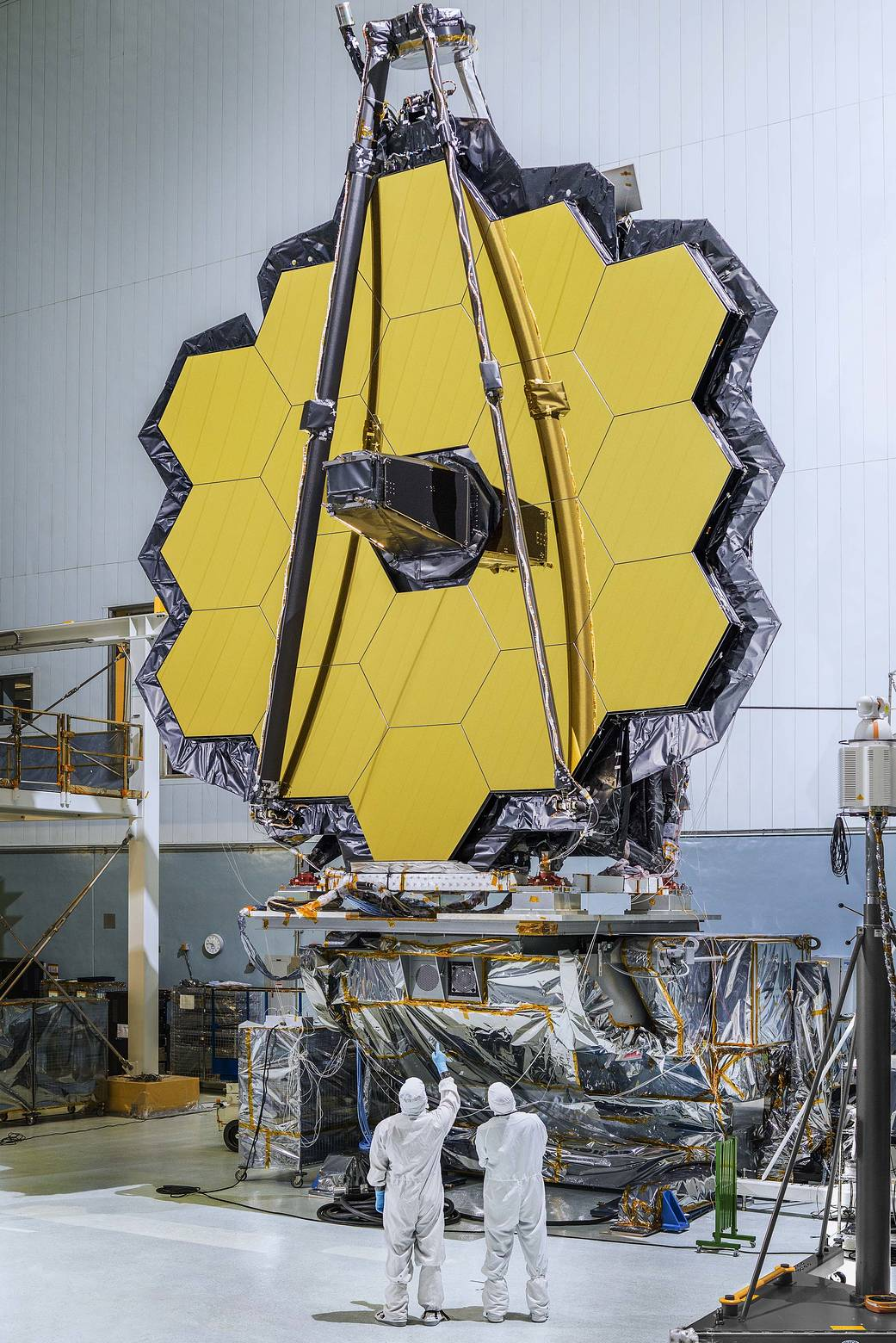
JWSTのベリリウム製の主鏡

主鏡の直径は、現存するいずれの打ち上げロケットにも収まらないほど巨大であるが、主鏡は一枚鏡ではなく18枚の六角形セグメントに分割されている。各鏡セグメントは約20kgであり、望遠鏡が打ち上げられた後に高感度のマイクロモーターと波面センサーによって正確な位置に導かれて展開する。
主鏡の鏡面は全体としても六角形をなしており、集光部と鏡がむき出しとなっている。このため、主鏡の鏡面は電波望遠鏡のアンテナを連想させる形状をしている。本体は筒型ではなく、主鏡の下にシート状の遮光板が広げられた形となっている。鏡面はターゲットとする波長の赤外線をよく反射させるため金の蒸着が施されている。このため黄色より波長の短い可視光域は金に吸収され観測できない。

上部3/4の見た目
底面（太陽に向かう側）

### 遮光板

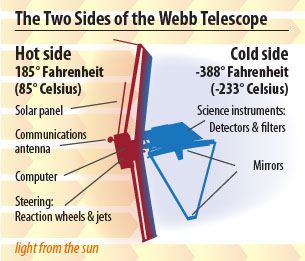
遮光板

精密な観測を追及するほど、太陽から発せられる光や電磁波、あるいは自身の機体から発せられる赤外線すらもノイズになるため機体を50K以下の極低温に冷却し、さらに太陽や地球から発せられる光なども避ける必要がある。そのため、JWSTは折畳まれた遮光板を搭載し、遮光板によってJWSTの機体に到達する不要な光が遮蔽される。L2点においては、地球と太陽が望遠鏡の視界の中で常に同じ相対的位置を占めるため、頻繁に位置修正しなくとも遮光板を確実に機能させることができる。そのためJWSTは地球から遠く、また地球と太陽からの光（赤外線）を同時に遮光できるラグランジュ点（L2）に送り込まれる。
この遮光板は5層からなり、各層は人の髪の毛ほどの薄さしかない。2018年に地上でのテスト中、遮光板が破れるアクシデントが発生し、大幅に遅れていた計画をさらに後倒しにさせた。

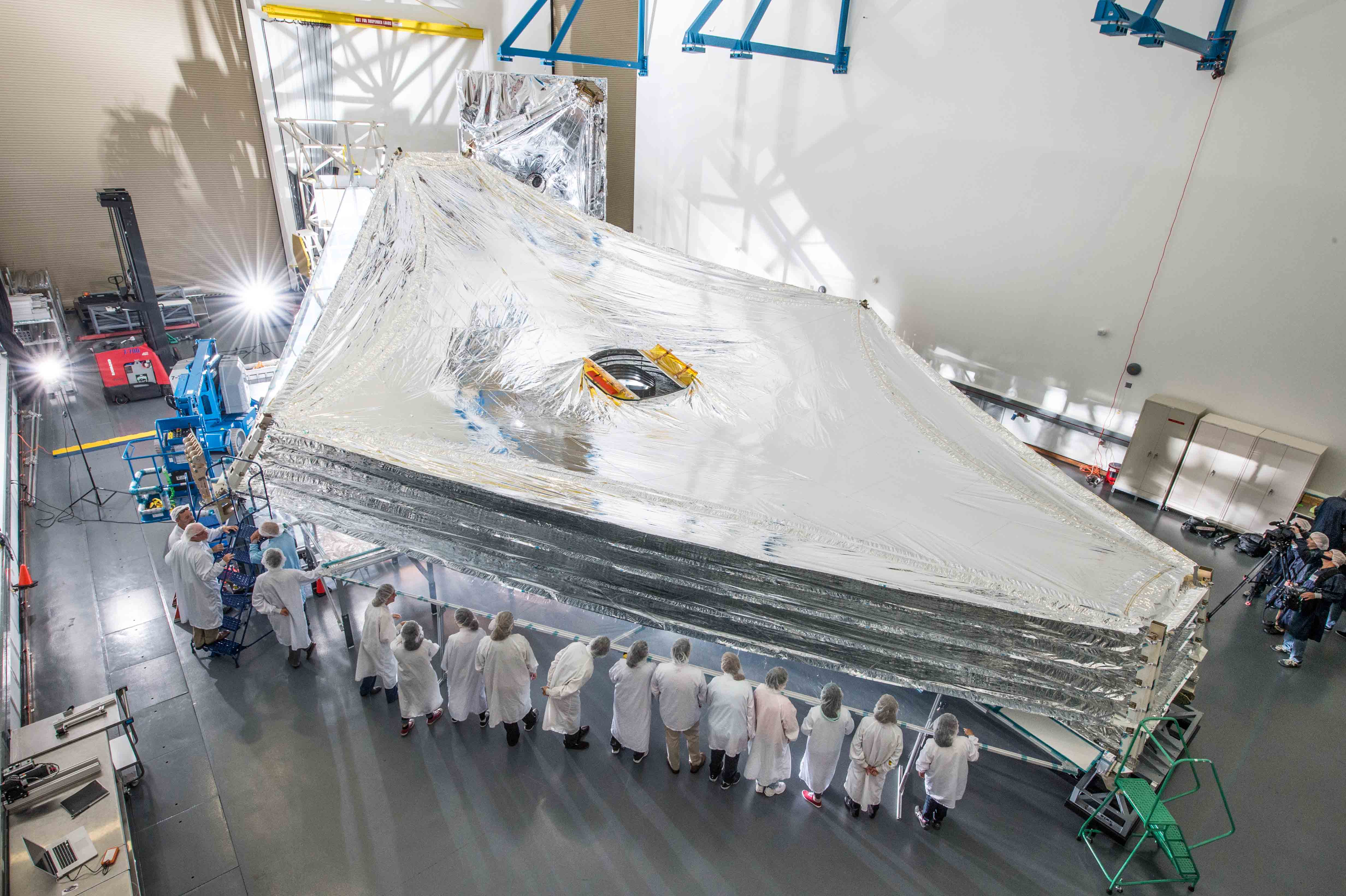
JWSTの遮光板

### 観測機器
JWSTには電力や冷却資源、計算資源などを供給するIntegrated Science Instrument Module（ISIM）がJWSTの底面に設置されている。ISIMは4つの観測機器とガイドカメラからなる。
- 近赤外線カメラNIRCam（英語版）
- 近赤外線分光器NIRSpec（英語版）
- 中間赤外線観測装置MIRI
- 高精度ガイドセンサー/近赤外線撮影・連続波長分光分析計（英語版）(FGS-NIRISS)

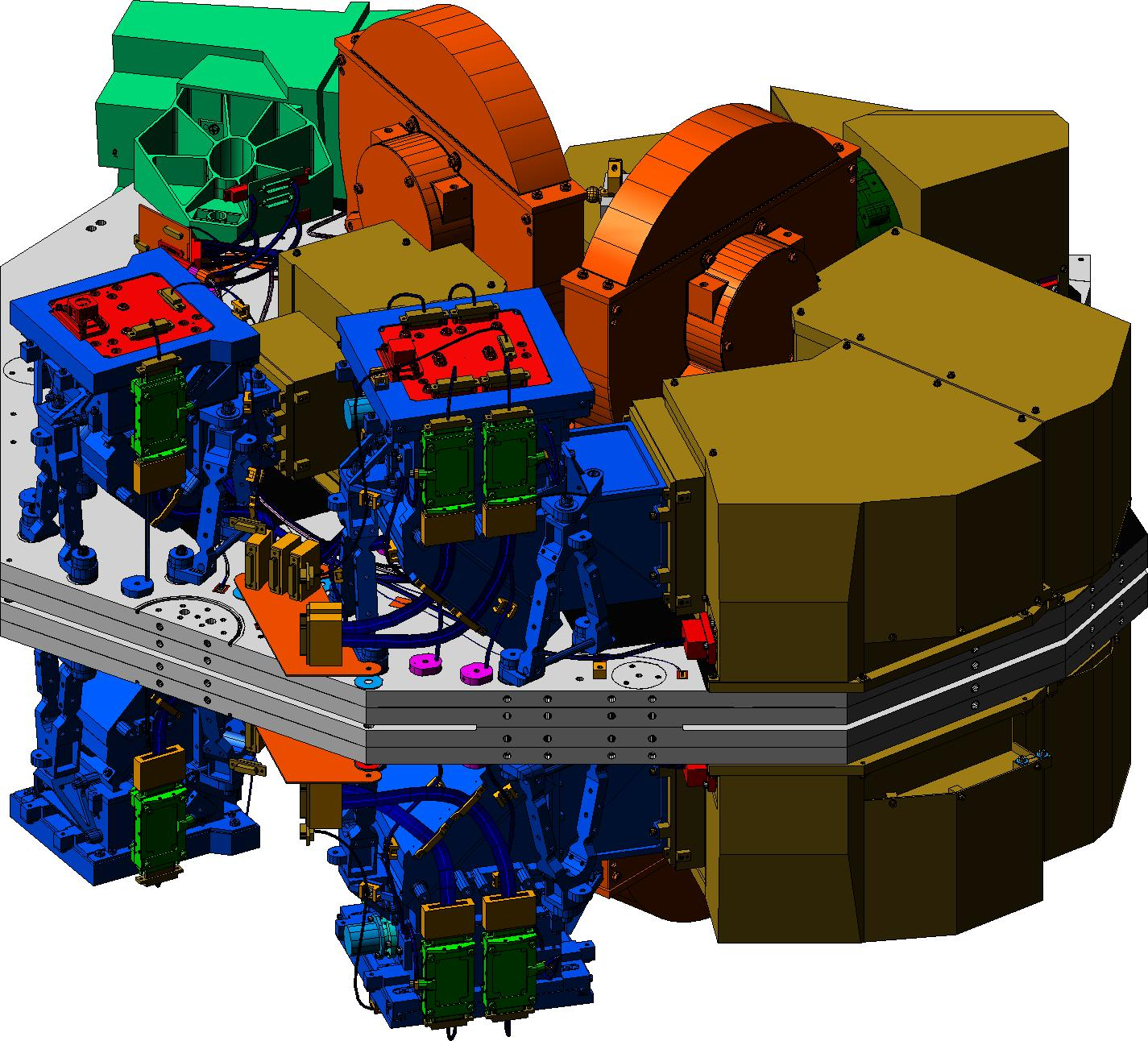
NIRCamのモデル画像
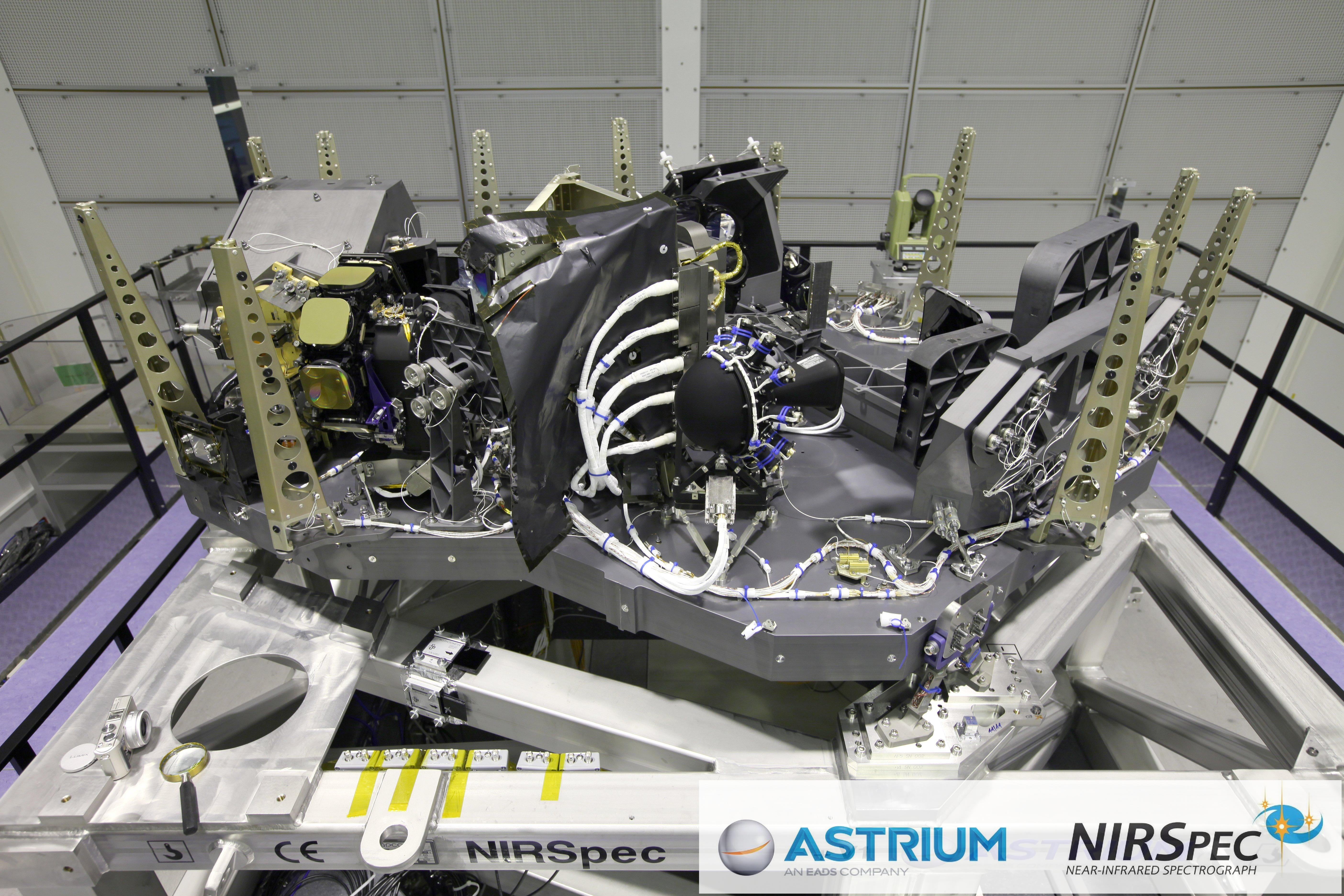
NIRSpec

## 打ち上げまでの経緯
2003年の時点では、2010年に観測活動を終えることになっていたHSTの後継機として2011年打ち上げが予定されていた。しかし、JWSTの開発が順調に進まず、HSTも補修による延命措置を受けたため、2010年には2015年以降に打ち上げが延期された。

### 計画の参加者
1996年より、アメリカ航空宇宙局（NASA）や欧州宇宙機関（ESA）、カナダ宇宙庁（CSA）が主体となって望遠鏡の共同開発を進めた。JWSTの製作や地上での試験には、15か国から集まった科学者やエンジニアのほか、米国やカナダ、欧州などの合計258の企業や政府機関、大学が参加した。また、打ち上げ後のNASAのプロジェクトのパートナーとして、オーストラリアなども参加する。

### コストの増大と計画の遅れ
JWSTはもともと16億ドルと見積もられていたが、開発の初期段階からコストは増大し、2008年に正式に開発が決定した時点で既におよそ50億ドルに膨らんでいた。
2010年の夏、計画の遅れとコスト増大を懸念したメリーランド州のバーバラ・ミカルスキー上院議員によって計画の見直しを求められた。
2011年7月6日には、アメリカ合衆国下院において、JWSTの開発がNASAの予算を圧迫していることや、大幅な予算超過、不十分な管理体制を理由に、計画全体を中止にする動きが出た。これに対して、アメリカ天文学会が声明を発表し、JWST計画の続行を支持した。また、国際紙にもJWSTの計画存続を訴える社説が多数登場し、最終的に2011年11月に議会は計画中止を撤回した。またこの時に議会は、JWSTへの追加資金の上限を80億ドルと定めた。
このように、あまりにJWSTへ予算が回されるようになったことから、他のミッションへの資金調達が脅かされる事態となり、科学誌『ネイチャー』は、JWSTを「天文学を喰らった望遠鏡（The telescope that ate astronomy）」と評した。
NASAは最終的なコストとして、望遠鏡の設計と開発に88億ドル、打ち上げ後のミッション運用に8億6100万ドル、合わせて97億ドルと見積もっている。また共同開発をしているESAの拠出金額は7億ユーロ、CSAは2億カナダドルと発表している。
| 年   | 打ち上げ予定年 | 予算（10億ドル） |
| ---- | -------------- | ---------------- |
| 1997 | 2007           | 0.5              |
| 1998 | 2007           | 1                |
| 1999 | 2007か2008     | 1                |
| 2000 | 2009           | 1.8              |
| 2002 | 2010           | 2.5              |
| 2003 | 2011           | 2.5              |
| 2005 | 2013           | 3                |
| 2006 | 2014           | 4.5              |
| 2008 | 2014           | 5.1              |
| 2010 | 2015か2016     | 6.5              |
| 2011 | 2018           | 8.7              |
| 2013 | 2018           | 8.8              |
| 2017 | 2019           | 8.8              |
| 2018 | 2020           | 8.8以上          |
| 2019 | 2021年3月      | 9.66             |
| 2021 | 2021年12月     | 9.70             |

### 打ち上げの延期
2016年11月、ゴダード宇宙飛行センターで主鏡の組み立てが完了し、試験のためにジョンソン宇宙センターへ移送された。この時点では2018年10月の打ち上げが予定されていた。しかし2017年9月末には、各種機器の統合が想定より遅れていることから、さらに2019年3-6月に遅れる見込みであることが公表された。実際の完成は、2019年8月となった。2018年6月、音響試験中に発見された異常により、ネジの緩みがあったことが明らかになったため、打ち上げは2021年3月30日に再延期されることになった。2020年7月、新型コロナウイルス感染症の流行と技術的な問題が原因で、打ち上げは2021年10月31日に再延期されることになった。その後、更に延期され、2021年9月8日に同年12月18日と発表された。

## 打ち上げとその後の経緯

### 打ち上げ
2021年10月12日、打上げ場のギアナ宇宙センターがあるフランス領ギアナクールーに到着した。11月22日、ロケットへの搭載準備中に予定外の振動が生じた為、追加の調査と試験を行うことを発表。打ち上げも4日遅れ、12月22日の予定とされたが、最終的な打ち上げは25日まで延期された。

JWSTは2021年12月25日12:20 (UTC)にアリアン5ロケットで打ち上げられた。打ち上げから27分7秒後にはJWSTはロケットから切り離され、JWSTは展開作業や調整を行いながらおよそ30日かけて目的地のラグランジュ点まで向かった。

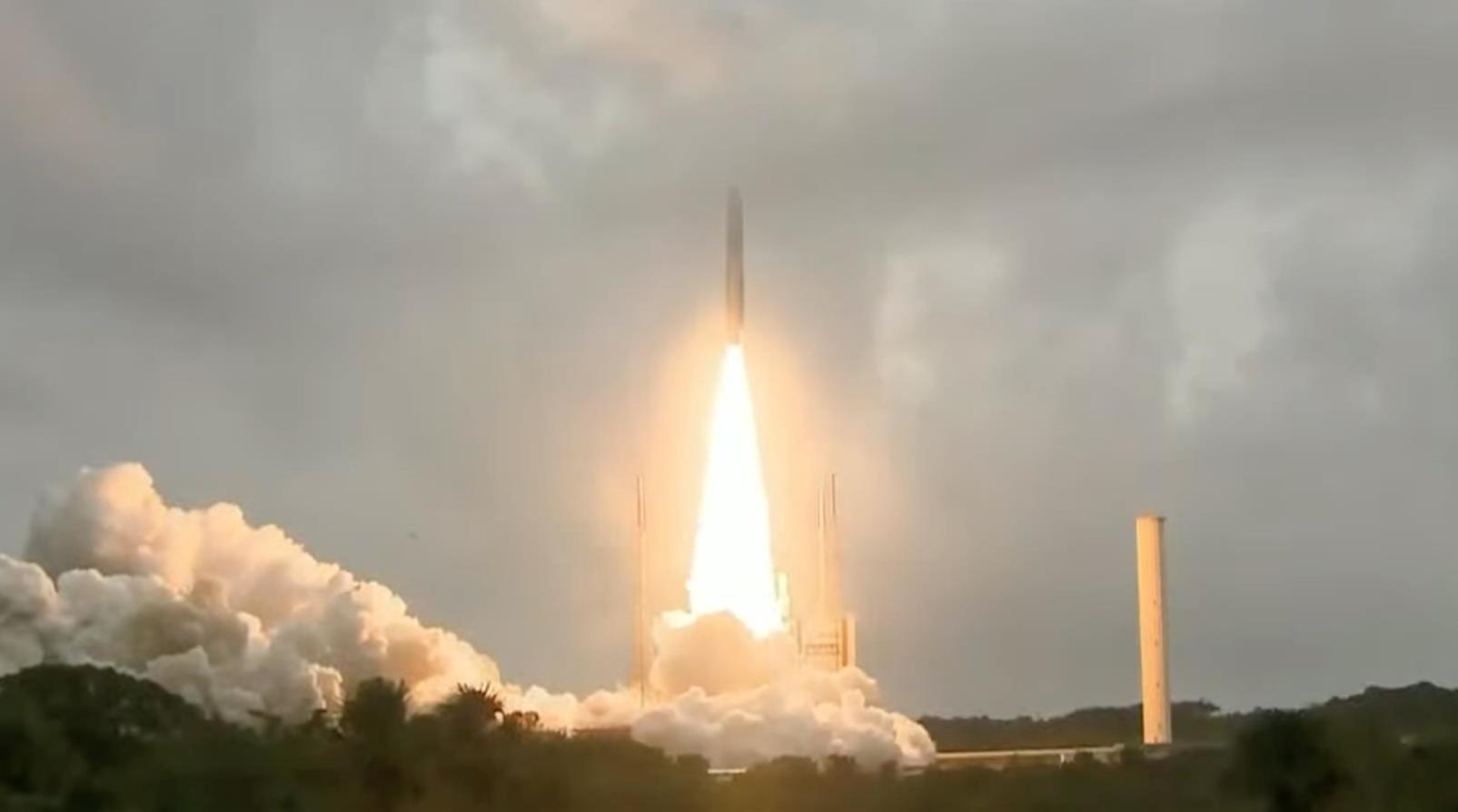
アリアン5ロケットで打ち上げられるJWST
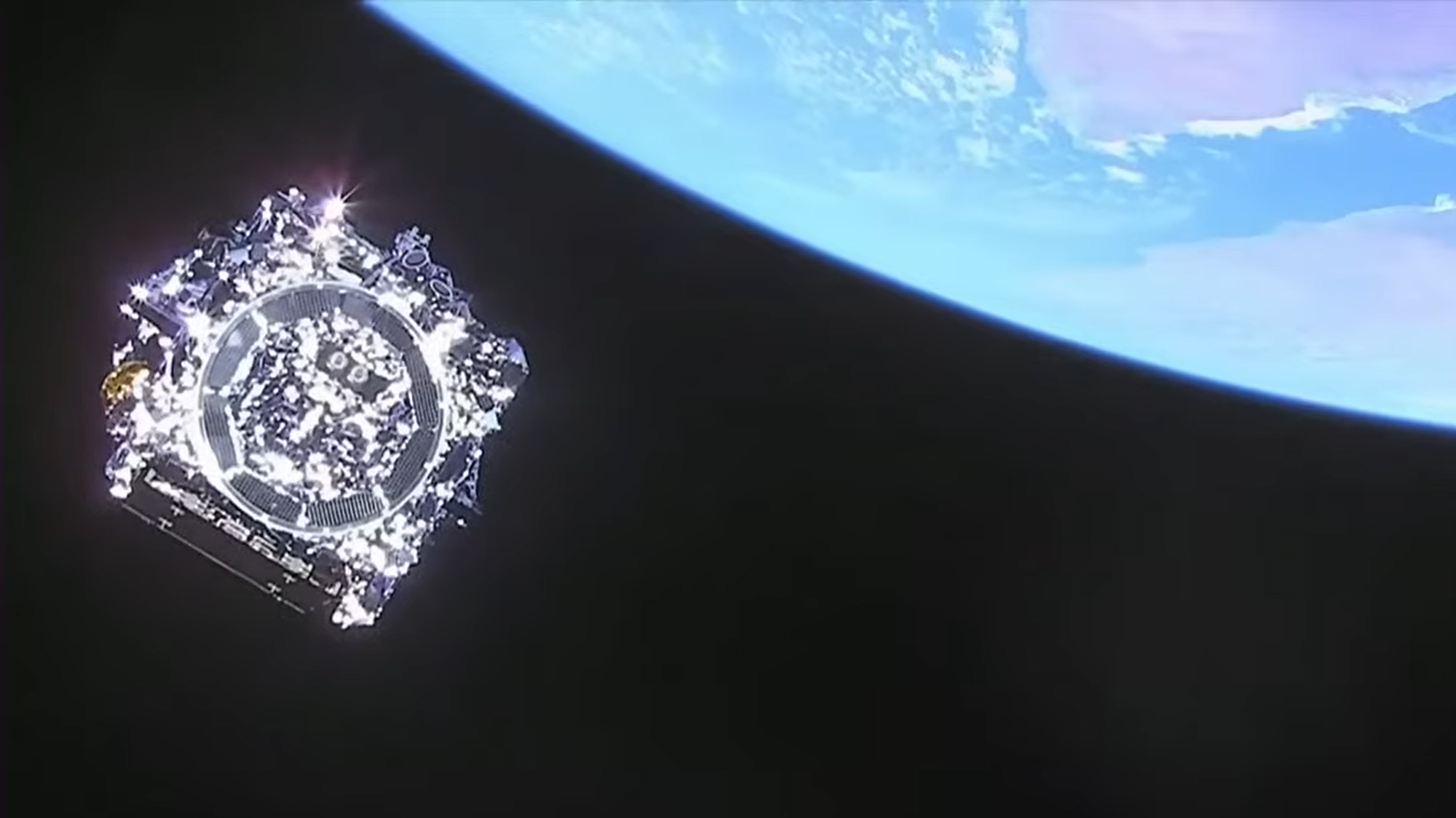
ロケットの上部ステージから分離したJWST。背後にはアデン湾が見える。

### 望遠鏡の展開
JWSTはロケットに搭載するために、打ち上げ時には主鏡や副鏡、遮光板などが複雑に折りたたまれており、ラグランジュ点に到達するまでの間にこれらの展開作業を行った。これらの作業は、最初のステップである太陽光発電パネルと通信アンテナの展開以外、全てバルチモアの宇宙望遠鏡科学研究所からの指令によって行われた。これは、作業進行中に何らかの問題が発生したとき、柔軟に展開の工程を変更できるようにするためである。
JWSTの遮光板は2022年1月3日から展開作業が始まり、1月5日には展開が完了。最後の展開として1月9日には主鏡の展開に無事成功し、一連の作業が滞りなく終了した。

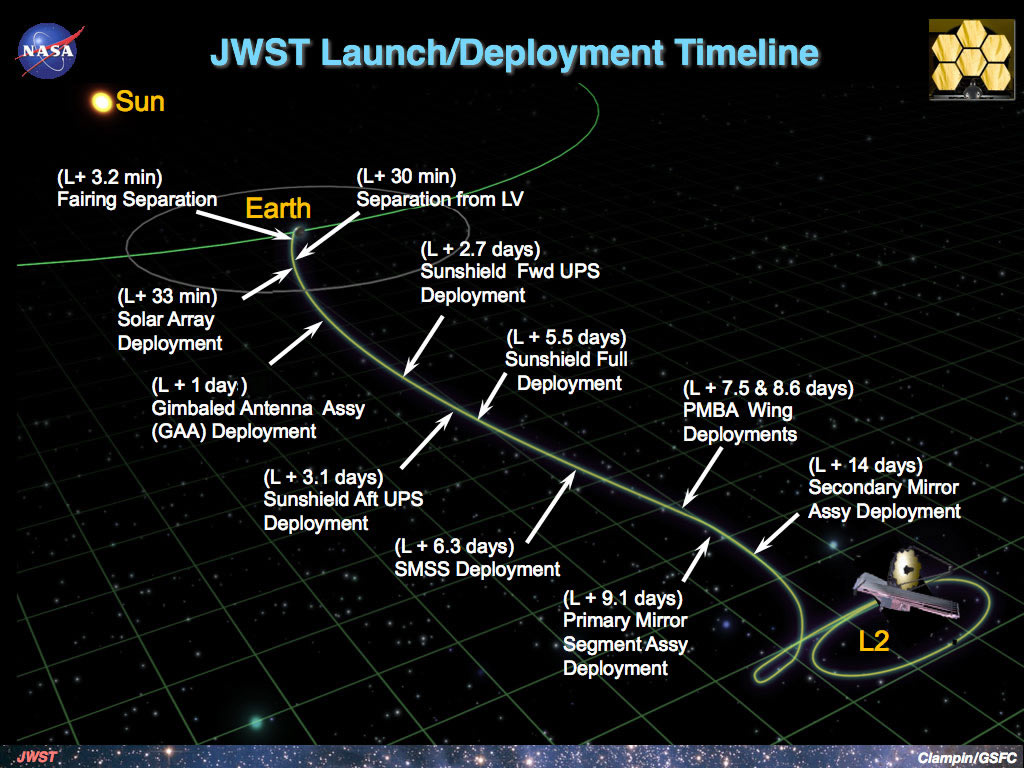
JWSTの展開作業のタイムライン

1月12日からは主鏡と副鏡の調整が始まり、10日間をかけて鏡を打ち上げ時の保護位置から12.5 mm移動させた。鏡は18枚のセグメントに分割されており、132個のアクチュエーターモーターが鏡の位置を10 nm単位の精度で微調整できるようになっている。この展開作業では、発熱量を最小限に抑えるために、複数の部品を同時に動かすことはせず、１日に動かす距離は約1 mmに制限された。
日本標準時の1月25日には、JWSTは地球からおよそ150万キロメートル離れた、太陽-地球系のラグランジュ点を周回するハロー軌道に到達した。

### 望遠鏡の調整
望遠鏡に取り付けられた機器類は、テストのために1月31日から稼働を始めた。2月2日より画像撮影プロセスが始まり、JWSTを実際に望遠鏡として機能させるため、近赤外線カメラ（NIRCam）によるおおぐま座の6等星HD 84406を観測することで望遠鏡の調整を始めた。調整前の段階では、それぞれの主鏡を構成する18個のセグメントは位置や焦点が合っていないため、画像にはぼやけた18個の撮像が見られる。次に、この18個の撮像をそれぞれのセグメントと関連させ、1つの画像となるように位置調整された。
2月3日には、望遠鏡の機器が初めて光子を検出したことが発表され、同月11日には撮影対象としていたHD 84406の画像が公開された。同月25日には撮像が1つにまとまる段階にまで調整が進んだ。

望遠鏡の調整の様子
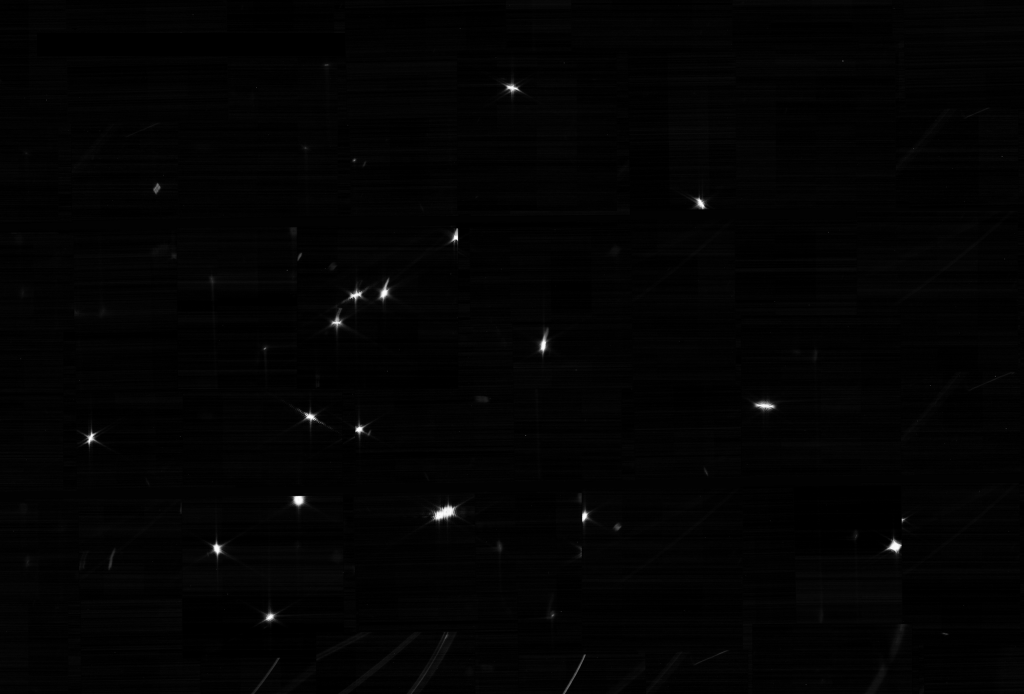
2022年2月11日に公開されたJWSTによるHD 84406の画像。この段階では主鏡の位置合わせが行われておらず、焦点は合っていない。それぞれの鏡のセグメントによる18個の撮像が確認できる。
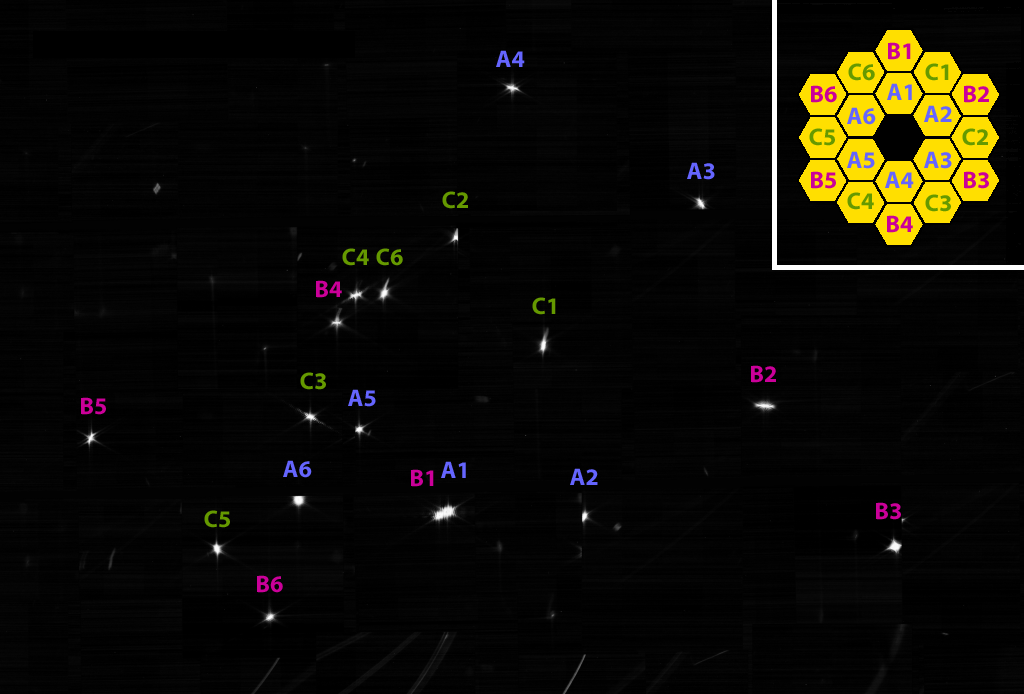
撮像はそれぞれのセグメントと関連付けられ、焦点のあった1つの画像となるよう、鏡が調整される。
鏡の補正の様子を表したアニメーション。
鏡の位置合わせのアニメーション。
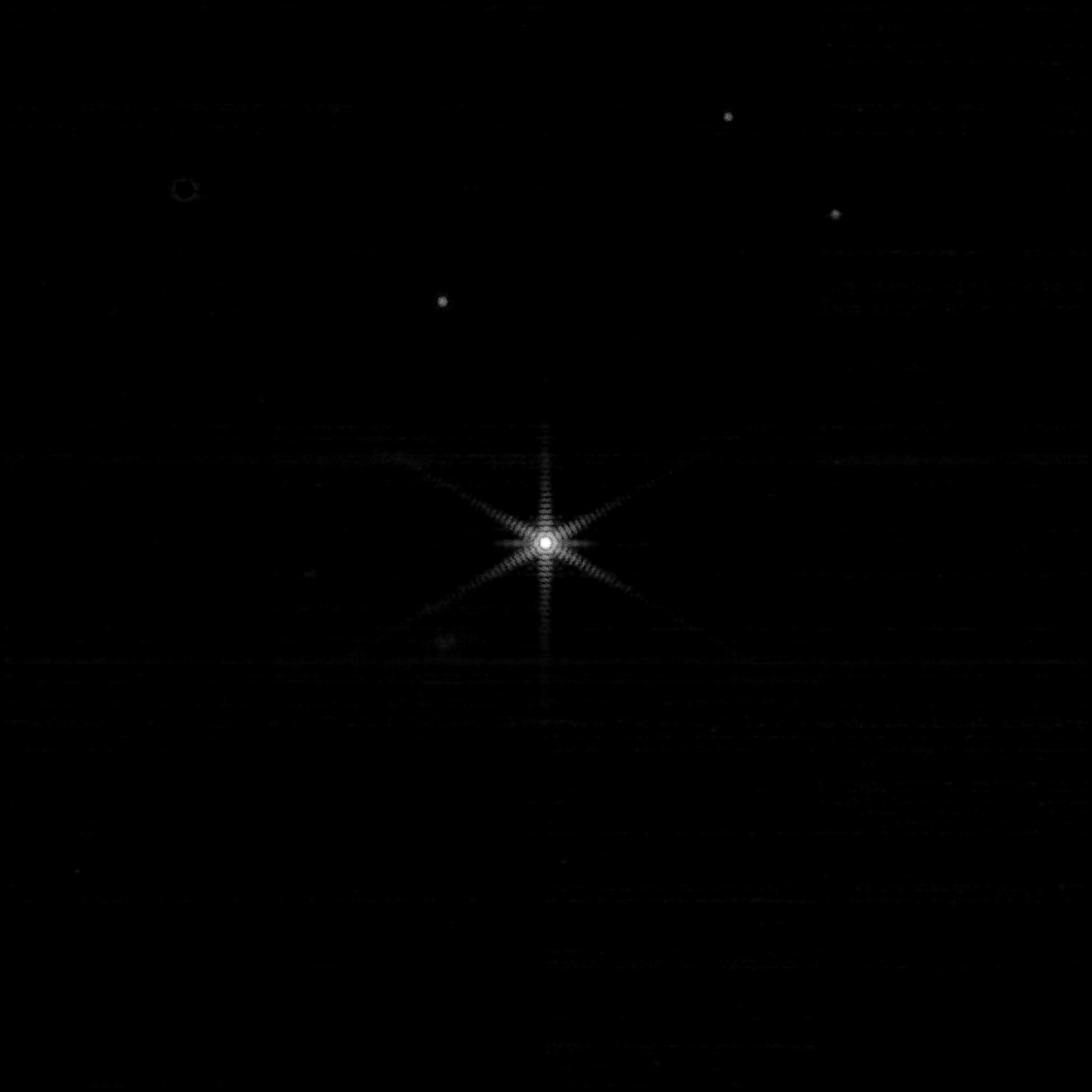
2月25日に公開されたHD 84406の画像。18個あった撮像は1つにまとまっている。
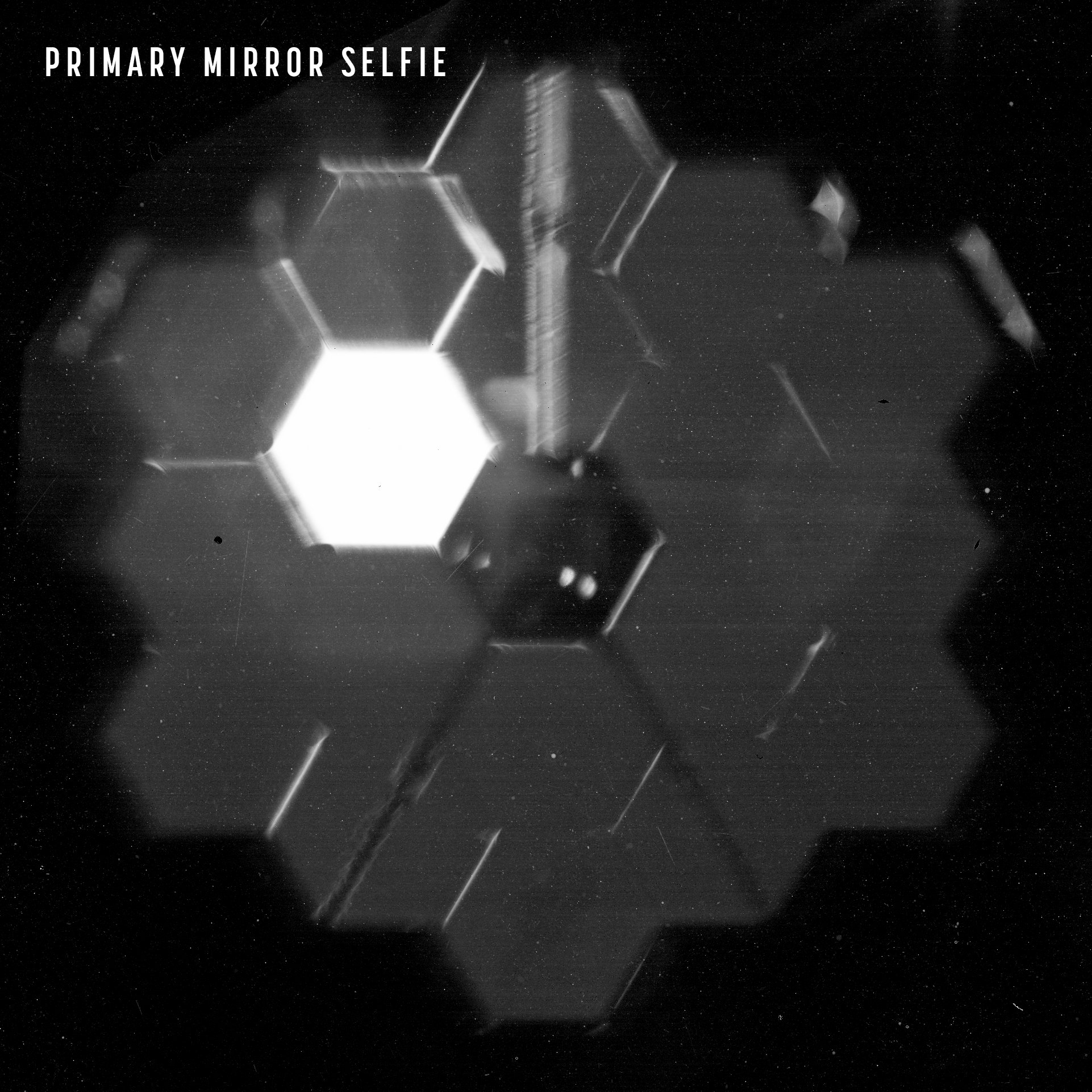
2022年2月、試運転の際に撮影されたJWSTによる自撮り画像。

### 自然科学データ収集と地球へのデータ伝送速度
一日に57GBの自然科学データ収集能力があり、地球へのデータ伝送速度は 28Mbps である。JWSTに搭載された68GBのSSDの97%は、収集したデータの一時保存領域として利用されるが、10年のミッションの終わりころには放射線の影響に加え読み書きによって利用できる容量は60GBに減少すると予想されている。

### アクシデント
2021年12月25日の打ち上げから2022年6月19日現在までに、JWSTに衝突した天体数が計5個にのぼるとNASAが発表した。
衝突した微小隕石5個の内1個は5月22-25日の間に、主鏡を構成する18枚のセグメントのうちの1枚に衝突したが、影響はゼロではないが今後の観測ミッションの要件を満たす性能を維持しているとされる。JWSTには今後の観測、活動においてこのような衝突に見舞われる可能性が高いとNASAは見解を発表している。

## 科学的成果
2022年7月11日、アメリカ大統領ジョー・バイデンはホワイトハウスで行われた特別イベントにてジェイムズ・ウェッブ宇宙望遠鏡が撮影した銀河団SMACS J0723.3–7327 (SMACS 0723) の画像を公開した。
2022年7月13日には、SMACS 0723以外に行われていた初期撮影イベントで撮影されたイータカリーナ星雲、NGC 3132（南のリング星雲）、ステファンの五つ子銀河の画像と太陽系外惑星 WASP-96b のスペクトル観測のデータを公開した。